# Tim Booth
Timothy John Booth, född 4 februari 1960, är en engelsk sångare, dansare och skådespelare mest känd som sångare från bandet James.

## Diskografi

### Solo
Studioalbum
- 2004 – Bone
- 2011 – Love Life

Singlar
- 2004 – "Down To The Sea"
- 2004 – "Wave Hello"
- 2011 – "Love Life"

### Med Booth and the Bad Angel
Studioalbum
- 1996 – Booth and the Bad Angel

Singlar
- 1996 – "I Believe"
- 1998 – "Fall in Love with Me"